# Кароль Едвард Еплер
Кароль Едвард Еплер (пол. Karol Edward Epler; 1852, Львів — 27 травня 1916, там само) — польський інженер залізниці, віце-президент міста Львова. Один з засновників Польського Політехнічного товариства у Львові (1876).

## Життєпис
Закінчив середню школу у Львові. Після складання іспиту він навчався у Львівській Політехнічній школі, який закінчив у 1873 року. Того ж року він почав працювати на залізниці та працював у окружній дирекції у Львові. Він належав до групи засновників Польського Політехнічного товариства у Львові, йому неодноразово пропонували посаду президента, але жодного разу він її не прийняв. З 1897 по 1899 рік він був секретарем цього товариства, і упродовж сімнадцяти років був скарбником. У 1895 році Еплер покинув службу на залізниці і зайнявся економічною та соціальною роботою, засідав у наглядових радах будівельних компаній, інвестиції яких здійснювались у Львів. Він був членом наглядових рад фабричних об'єднань «Tlen» та «Perkun», а також членом керівництва «Banku Związkowego» у Львові. Працюючи скарбником Польського Політехнічного товариства, він ініціював будівництво будинку Польського політехнічного товариства на вулиці Зиморовича, 9 (нині — вул. Дудаєва), що було завершено у 1906 році. Того ж року йому було присвоєно звання почесного члена Польського Політехнічного товариства у Львові.

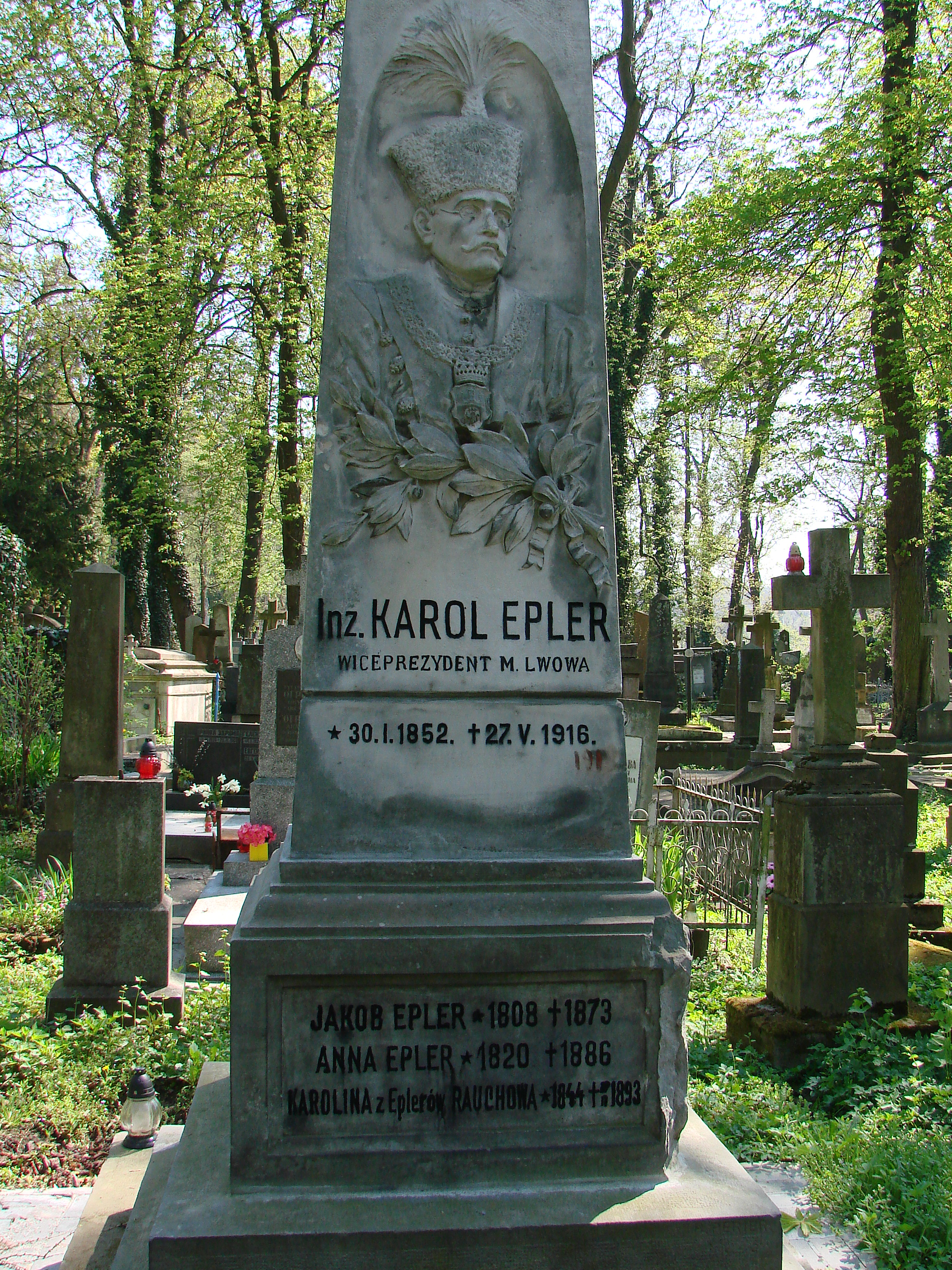
Пам'ятник на могилі Кароля Едварда Еплера на Личаківському цвинтарі у Львові

Багато років він був міським радником, у 1906 році був обраний віце-президентом міста Львова, очолював технічний відділ. Він реорганізував Управління муніципального будівництва, керував роботою з розширення каналізаційної мережі та планом розширення мережі громадського транспорту. 1911 року увійшов до складу нової Ради, але відмовився, бо його ослабленому організму необхідний було дати перепочити. Після початку першої світової війна, був змушений відновити свою діяльність і 1915 року він був обраний заступником уповноваженого міського уряду. Останні роки свого життя мешкав в будинку на вул. Набєляка, 10 (нині — вул. Котляревського).
Кароль Едвард Еплер відійшов у засвіти 27 травня 1916 року. Похований на Личаківському цвинтарі у Львові (поле № 55).